# Даміан (Замараєв)
Даміан (в миру Замара́єв Петро́ Пили́пович; нар. 29 січня 1931 року, село Васильєвка) — архієрей Православної Церкви України на спокої, колишній архієпископ Херсонський і Таврійський.

## Життєпис
Народився 29 січня 1931 року в селі Васильєвці Аннинського району Центрально-Чорноземної області РСФСР
У 1947 р. закінчив сім класів Васильєвської неповної середньої школи.
1950 року в місті Воронежі закінчив Залізничне училище.
У 1953 році в місті Саранську закінчив Льотно-технічне училище.
1959 року закінчив Одеську духовну семінарію.
5 квітня 1959 року митрополитом Херсонським і Одеським Борисом (Віком) висвячений у сан диякона, а 7 квітня того ж року — на священика.
У 1959 році призначений настоятелем Свято-Покровської церкви села Станіслава Білозерського району Херсонської області.
27 травня 1960 році призначений другим священиком в Свято-Стрітенській церкві міста Херсона, 16 грудня того ж року — другим священиком Свято-Катерининського собору міста Херсона.
З 29 березня 1961 р. — штатний клірик Свято-Духівського собору міста Херсона.
З лютого 1980 року благословляється бути духівником Херсонського благочиння, а з 15 квітня 1983 року — духівником єпархії.
10 січня 1995 року переведений у Свято-Стрітенський храм міста Херсона.
16 вересня 1997 року був прийнятий в лоно УПЦ Київського патріархату.
17 жовтня 1997 року пострижений у ченці з іменем Даміан на честь Даміана Києво-Печерського.
19 жовтня 1997 року висвячений на єпископа Херсонського і Таврійського за Божественною літургією у Володимирському кафедральному соборі міста Києва.
23 січня 2004 року піднесений до сану архієпископа.
22 січня 2018 року почислений на спокій.
4 грудня 2019 року взяв участь у хіротонії єпископа Генічеського Никодима (Кулигіна).
5 жовтня 2020 року голова Херсонської ОДА Юрій Гусєв вручив єпископу нагороду «За заслуги» ІІ ступеня.

## Нагороди

### Церковні
- Орден преподобного Сергія Радонезького ІІІ ступеня (від РПЦ)
- Орден Святого Архистратига Божого Михаїла (1999 р.)
- Орден Юрія Переможця (14.12.2006 р.).

### Світські
- «За заслуги» ІІ ступеня.